# Pochazia fasciatifrons
Pochazia fasciatifrons är en insektsart som först beskrevs av Stsl 1870.  Pochazia fasciatifrons ingår i släktet Pochazia och familjen Ricaniidae. Inga underarter finns listade i Catalogue of Life.